# Héric
Héric település Franciaországban, Loire-Atlantique megyében. Lakosainak száma 6528 fő (2022. január 1.). Héric Blain, Casson, Grandchamps-des-Fontaines, Nort-sur-Erdre, Notre-Dame-des-Landes, Saffré és La Chevallerais községekkel határos.

## Népesség
A település népességének változása:
| Lakosok száma | 2531 | 3140 | 3378 | 4813 | 5661 | 5876 | 6049 | 6288 | 6407 | 6528 |
|               | 1968 | 1982 | 1990 | 2006 | 2013 | 2015 | 2017 | 2019 | 2020 | 2022 |